# Epidendrum urichianum
Epidendrum urichianum är en orkidéart som beskrevs av Carnevali, Foldats och Ivón Mercedes Ramírez Morillo. Epidendrum urichianum ingår i släktet Epidendrum och familjen orkidéer. Inga underarter finns listade i Catalogue of Life.